# Mylothris splendens
Mylothris splendens är en fjärilsart som beskrevs av Lecerf 1927. Mylothris splendens ingår i släktet Mylothris och familjen vitfjärilar. Inga underarter finns listade i Catalogue of Life.